# Mollaisalar
Mollaisalar är en ort i Azerbajdzjan.   Den ligger i distriktet Bərdə Rayonu, i den centrala delen av landet, 230 km väster om huvudstaden Baku. Mollaisalar ligger 41 meter över havet och antalet invånare är 719.
Terrängen runt Mollaisalar är platt, och sluttar brant österut. Närmaste större samhälle är Barda, 6,9 km väster om Mollaisalar.
Omgivningarna runt Mollaisalar är en mosaik av jordbruksmark och naturlig växtlighet. Runt Mollaisalar är det ganska tätbefolkat, med 129 invånare per kvadratkilometer.